# Микшерный пульт

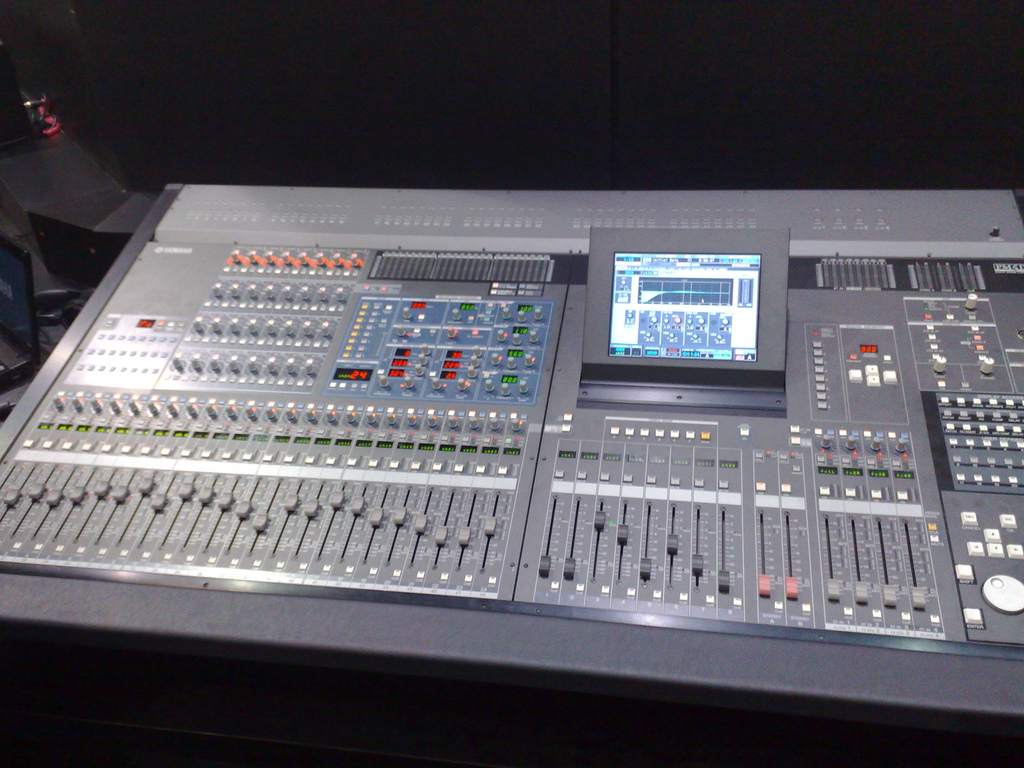
Микшерный пульт Yamaha PM5D

Ми́кшерный пульт («микшер», или «микшерная консоль», от англ. mixing console) — электронное устройство, предназначенное для сведения звуковых сигналов: суммирования нескольких источников в один или более выходов. Также при помощи микшерного пульта осуществляется маршрутизация сигналов. Микшерный пульт используют при звукозаписи, сведении и концертном звукоусилении. 
Существуют аналоговые и цифровые микшерные пульты, и у каждого из этих видов существуют свои сторонники и противники, так как оба вида имеют свои очевидные преимущества и недостатки. Также микшерные пульты различаются по количеству входов и выходов. Профессиональные концертные и студийные микшерные консоли, как правило, имеют не менее 32 входов, более 6 Aux-шин, мощный эквалайзер на входах, 4 или более подгрупп, а также оснащаются высокоточными и длинноходными фейдерами. В свою очередь компактные и бюджетные микшеры имеют малое количество каналов, более скудные эквалайзеры, и нередко лишены фейдеров (которые заменяются обычными потенциометрами).
Существует отдельный класс микшерных пультов, предназначенных для работы диджея. Основное отличие DJ-пульта состоит в меньшем количестве входных каналов (например, один микрофонный и два стерео канала), наличии кроссфейдера, с помощью которого диджей плавно сводит сигналы входных каналов, а также наличии блока специальных звуковых эффектов.

## Структура микшерного пульта
В целом, любой микшерный пульт имеет секцию входов и секцию выходов. Секция входов состоит из определённого количества входных каналов (ячеек) — монофонических и стереофонических. Как правило, количество входных каналов на пультах кратно двум. Вход каждого моно канала обычно оформлен двумя гнёздами: 
- для микрофона — тип XLR;
- для линейного источника сигнала — TRS или RCA.

Каждый входной канал состоит из нескольких блоков обработки и маршрутизации сигнала. Основные из них:
- Предварительный усилитель с регулировкой чувствительности (Gain или Trim), позволяющий оптимально задать рабочий уровень входного сигнала.
- Подавляющее большинство микшерных пультов имеют на входе источник «фантомного» питания, которое необходимо при использовании конденсаторных микрофонов или некоторых ди-боксов.
- Многополосный эквалайзер, позволяющий откорректировать частотную характеристику сигнала. Профессиональные микшерные пульты оснащаются полупараметрической регулировкой полос, количество которых может достигать шести.
- Блок маршрутизации входного сигнала на дополнительные шины (Aux), которые можно использовать для обработки сигнала внешним (или встроенным) процессором эффектов, либо для отправки его на отдельную мониторную линию. В зависимости от конфигурации микшерной консоли, Aux-шин может быть от двух до двенадцати. Любая Aux-шина может работать в двух режимах: Pre и Post — они определяют зависимость уровня сигнала в шине от положения фейдера громкости. Таким образом, в Aux-шине можно создать индивидуальный микс (баланс) входных источников.
- Регулятор панорамирования, с помощью которого определяется положение сигнала в звуковой стерео картине.
- Фейдер громкости входного сигнала, определяющий его уровень в общем балансе всех каналов.

Входы некоторых микшерных пультов оснащаются «точкой разрыва» (Insert), которая находится после предусилителя. Данное гнездо представляет собой одновременно вход и выход данного канала, который можно использовать для индивидуального подключения какого-либо устройства обработки сигнала, например, компрессор.
Секция выходов микшерного пульта представляет собой систему управления и маршрутизации всех присутствующих на пульте выходов. Данная секция может состоять из:
- Фейдеров уровня общего (главного) выхода.
- Ячеек подгрупп, которые представляют собой универсальные шины, позволяющие объединять входные сигналы для определённой цели и управлять такой группой одним фейдером, или даже отправить группу на отдельный выход. Например, можно объединить все сигналы ударной установки в одну подгруппу.
- Регуляторов уровня выхода Aux-шин. Помимо выходов для Aux-шин, многие микшерные пульты имеют Aux-входы (т. н. «возврат»), которые, по сути, являются дополнительными входами. Обычно система «посыл-возврат» используется для обработки сигнала Aux-шины внешним процессором эффектов.
- Дополнительных функций, таких как: общий эквалайзер, сумматор общего стерео-выхода в моно-сигнал, матрица (дополнительный набор универсальных шин), блоки прослушивания отдельных каналов в наушниках без вмешательства в основной баланс и многое другое.

## Применение и разнообразие микшерных пультов
Микшеры применяются во всех сферах звукового усиления — студии звукозаписи, концертное оборудование, трансляционное оборудование, радиостанции и т. д. Существуют микшерные пульты со встроенными усилителями мощности (т. н. «активные микшеры»), которые подходят для компактных и мобильных звуковых комплектов. Некоторые профессиональные студийные и концертные микшерные консоли оснащаются электронной моторикой всех регуляторов, что позволяет управлять ими с компьютера, при этом сама консоль остаётся аналоговой, однако их применение ограничивается довольно высокой стоимостью.

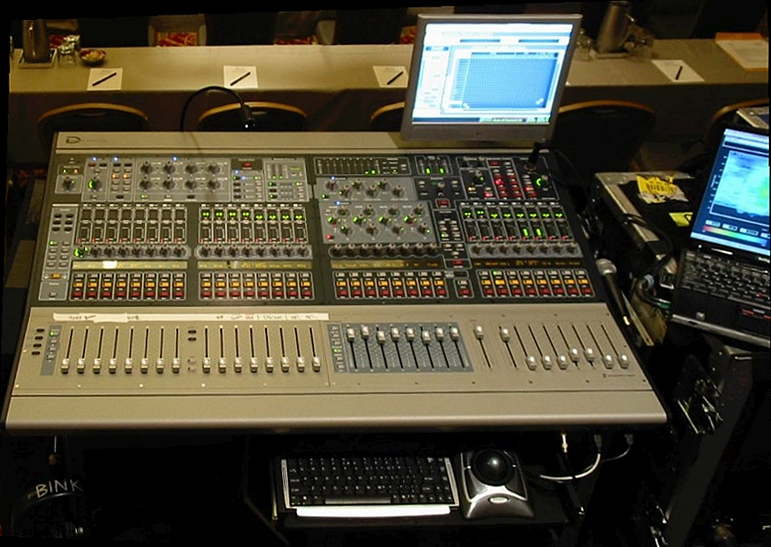
Цифровая микшерная консоль Digidesign

Отдельного внимания заслуживают цифровые микшерные пульты, основные преимущества которых заключаются в более функциональных блоках обработки и маршрутизации, возможностью сохранения всех настроек в пресеты, а также в гораздо более компактных размерах. Однако оцифровка входных сигналов и обратное преобразование цифрового сигнала в аналоговый привело к появлению большого количества противников этой технологии. Кроме того, в отличие от традиционных микшерных консолей, где все функции и органы управления понятны любому звукорежиссёру, цифровые микшеры требуют определённого времени на их изучение.
Другой класс микшерных пультов составляют консоли для вещательных студий радиостанций. Данные микшеры, как правило, оснащаются высококачественными и сверхнадёжными компонентами и фейдерами, а также так называемыми «телефонными гибридами», которые представляют собой ячейку, предназначенную для согласования с телефонной линией.